# Yan Paing
Yan Paing (* 27. November 1983 in Rangun) ist ein myanmarischer Fußballspieler.

## Karriere

### Verein
Seinen ersten Vertrag unterschrieb Yan Paing 2002 beim damaligen Erstligisten Finance and Revenue FC in Rangun. Für den Verein absolvierte er bis 2008 156 Spiele. Mit dem Verein wurde sechsmal Meister. Anfang 2009 wechselte er nach Thailand. Hier unterschrieb er einen Vertrag bei Muangthong United. Der Verein aus Pak Kret, einem nördlichen Vorort der Hauptstadt Bangkok, spielte in der ersten Liga, der Thai Premier League. Nach der Hinserie wechselte er Mitte 2009 wieder in seine Heimat. Hier schloss er sich dem Erstligisten Yadanarbon FC aus Mandalay an. Mit Yadanarbon wurde er dreimal Meister und gewann zweimal den General Aung San Shield. 2009 wurde er als Spieler des Jahres ausgezeichnet. Im Dezember 2017 beendete er seine Karriere als Fußballspieler.

### Nationalmannschaft
Yan Paing spielte von 2011 bis 2016 neunmal für die myanmarische Nationalmannschaft.

## Erfolge und Auszeichnungen

### Erfolge
Finance and Revenue FC
- Myanmar Premier League

Meister: 2003, 2004, 2005, 2006, 2007, 2008
Yadanarbon FC
- Myanmar National League

Meister: 2010, 2014, 2016
Vizemeister: 2015
- General Aung San Shield

Sieger: 2011, 2018
- AFC President’s Cup

Sieger: 2010

### Auszeichnungen
- 2009 – Myanmar National League – Spieler des Jahres
- 2009 – Myanmar National League – Torschützenkönig